# シャフリハン
シャフリハン（ウズベク語: Shakhrihon, Шаҳрихон、ロシア語: Шахрихан）はウズベキスタン・アンディジャン州の都市である。州都アンディジャンより27km西、フェルガナ盆地の中にある。推定人口9万人。ShahrixonやShahrihanと表記されることもある。

## 概要
1940年、フェルガナ運河を建設する際に設立された。当時はスターリンの名前をとってスターリナと名付けられていた。その後、一度モスコヴスキー (Московский) と名前を変えた後、1970年に現在の名前になった。
主な産業は紡績業で、アンテクスJSC (ANTEKS Joint Stock Company, アンテクスはAndijan textileの略称) が操業を行なっている。

## 教育機関
- アンディジャン州シャフリハン市第4学校[4]
- アンディジャン州シャフリハン地区第25学校[5]

## 交通
アンディジャンの南西32kmの地点にウズベキスタン鉄道の貨物専用駅シャフリハン駅がある。また、首都タシュケントからアングレン、コーカンド、アンディジャンを通り、隣国キルギスのオシまで続くアジアハイウェイ7号線が通過している。

## 出身人物
- サリムサコフ・アリイェヴィチ (1915-1995) - 数学者、ウズベキスタン科学アカデミー第2代会長
- アザドベク・ナザルベコフ（ウズベク語版） (1974- ) - 歌手